# Wikipédia en macédonien
Wikipédia en macédonien (en macédonien : Википедија на македонски јазик) est l’édition de Wikipédia en macédonien, langue slave méridionale parlée principalement en Macédoine du Nord. L'édition est lancée en avril 2003 et dans les faits en mai 2004. Son code est : mk.
Au 21 mars 2025, l'édition en macédonien contient 150 931 articles et compte 122 071 contributeurs, dont 256 contributeurs actifs et 12 administrateurs.

## Présentation

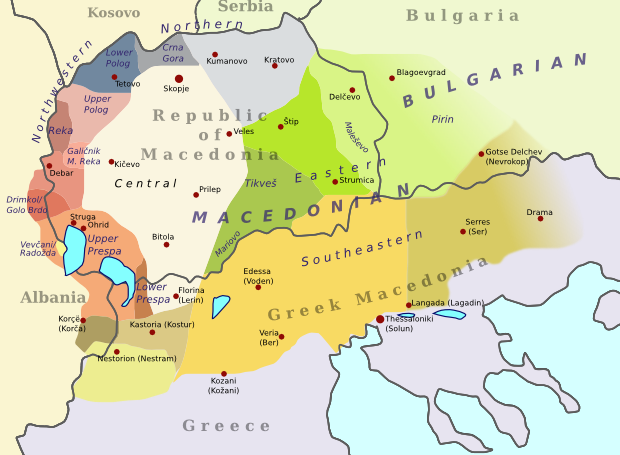
Aire de diffusion du macédonien.

## Statistiques
- En 2007, l'édition en macédonien franchit le seuil des 10 000 articles.
- En mai 2010, elle compte quelque 40 000 articles et plus de 19 000 utilisateurs enregistrés.
- Le 13 octobre 2022, elle contient 130 945 articles et compte 104 349 contributeurs, dont 222 contributeurs actifs et 12 administrateurs.
- Le 16 août 2024, elle contient 145 761 articles et compte 118 196 contributeurs, dont 190 contributeurs actifs et 12 administrateurs.